# Kader Attia

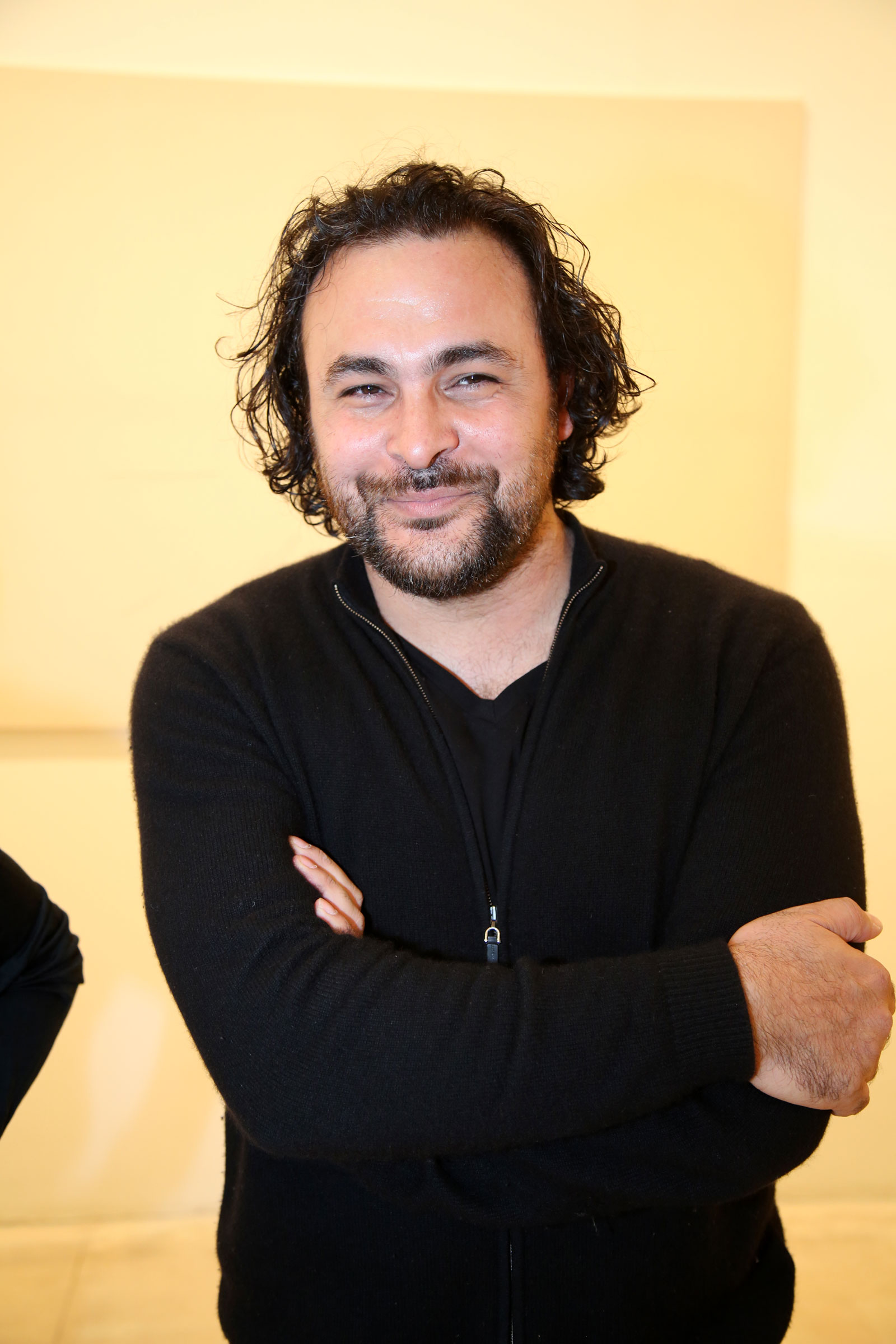
Kader Attia in 2015

Kader Attia (Dugny, 30 december 1970) is een Algerijns-Frans kunstenaar. Zijn beide ouders zijn Algerijnen, maar Attia groeide op in de Franse hoofdstad Parijs. Hier studeerde hij af aan de École nationale supérieure des arts décoratifs. Zijn werk draait vaak rond sociale onrechtvaardigheid, gemarginaliseerde gemeenschappen en postkolonialisme. In 2016 richtte hij de galerie La Colonie op, vlak bij Gare du Nord. De galerie sloot de deuren in 2020 door de coronapandemie. In 2021 was hij de curator van de Biënnale van Berlijn.
Werken van Attia zijn permanent te bezichtigen in onder andere het Museum of Modern Art, Tate Gallery, Centre Pompidou, het Guggenheim Museum en het Middelheimmuseum. In 2016 won Attia de Prix Marcel Duchamp. Twee jaar later won hij de Joan Miró Prize.